# الفيلسوف الملك

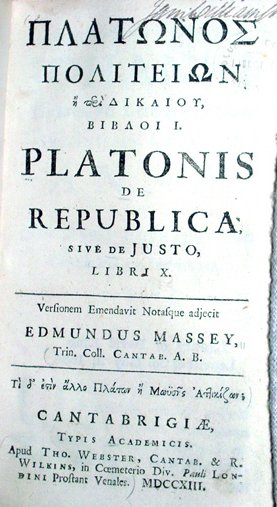
جمهورية أفلاطون

الملك الفيلسوف هو حاكم افتراضي يتم فيه دمج المهارة السياسية مع المعرفة الفلسفية. تم التطرق إلى مفهوم الدولة المدينة التي يحكمها الفلاسفة لأول مرة في كتاب جمهورية أفلاطون، والتي كتبت حوالي 375 قبل الميلاد. جادل أفلاطون بأن الحالة المثالية - تلك التي تضمن أقصى قدر ممكن من السعادة لجميع مواطنيها - لا يمكن أن تتحقق إلا من خلال حاكم يمتلك المعرفة المطلقة، التي تم الحصول عليها من خلال الدراسة الفلسفية. منذ العصور الوسطى فصاعدًا، توسع المؤلفون الإسلاميون واليهود في النظرية، وقاموا بتكييفها لتلائم مفاهيمهم الخاصة عن الحاكم المثالي.
وصف الكتاب القدامى والحديثون العديد من الشخصيات التاريخية، بما في ذلك الإسكندر الأكبر وماركوس أوريليوس، بأنهم يجسدون الملك الفيلسوف المثالي.

## جمهورية أفلاطون
الجمهورية عبارة عن حوار سقراطي، تكون فيه شخصية سقراط لسان حال أفكار أفلاطون. في الكتابين الأولين، يواجه سقراط تحديًا لتقديم تعريف للعدالة، والذي يقترح تحقيقه من خلال تخيل كيفية عمل دولة المدينة المثالية. يقترح أن الدولة المثالية ستحكمها طبقة حراس مدربة تدريباً خاصاً، حيث يتم الجمع بين الطبيعة المفعمة بالحيوية والنزعة الفلسفية.

يمضي سقراط في مناقشة مختلف جوانب الحياة داخل الدولة. في الكتاب الخامس، سأله محاورو سقراط عما إذا كانت الدولة التي يصفها يمكن أن توجد في الواقع. يجيب أن هذا لا يمكن أن يحدث إلا بشرط واحد:
إلى أن يصبح الفلاسفة ملوكًا، أو يتمتع ملوك هذا العالم وأمرائه بروح الفلسفة وقوتها... لن تستريح المدن أبدًا من شرورها، - لا، ولا الجنس البشري، كما أعتقد، وعندئذٍ فقط سيكون هذا دولتنا لديها إمكانية الحياة والنظر إلى ضوء النهار.
يوضح سقراط هذا التعليق بالتمييز بين الفلاسفة الحقيقيين والزائفين. الفيلسوف الحقيقي (أو «عاشق الحكمة») هو من يحب «الحقيقة في كل شيء»، على عكس أولئك الذين يحبون الأشياء بغض النظر عن إن كانت الحق معها أو لا.  هذه إشارة إلى اعتقاد أفلاطون بأن كل الأشياء المعينة ليست سوى ظلال للأشكال الأبدية. وبالتالي، فإن الفيلسوف وحده مؤهل للحكم، لأن الفيلسوف وحده هو الذي يعرف الحقيقة المطلقة، وهو قادر على تطبيق هذه المعرفة لصالح الدولة.
يحدد سقراط بعد ذلك الصفات التي يجب أن يمتلكها الفيلسوف المثالي، بما في ذلك الصدق والاعتدال والعدالة والذاكرة الجيدة.  ومع ذلك، يُلاحظ أن هذا النموذج يتناقض بشدة مع الواقع، حيث أن العديد من الفلاسفة هم «محتالون مطلقون»، وأفضلهم يُعتبر عمومًا عديم الفائدة. يشرح سقراط السمعة السيئة للفلاسفة من خلال استعارة سفينة الدولة، حيث يقارن الديمقراطية الأثينية بمجموعة من البحارة المتمردين الذين يتنافسون مع بعضهم البعض للسيطرة على دفة السفينة. ينكر البحارة، الذين ليس لديهم معرفة بفن الملاحة، أن هذا مؤهل ضروري للطيار، ويضعون الإساءات على أي شخص لا يساعدهم في تحقيق أهدافهم. يعترف سقراط بعد ذلك بأن العديد من الفلاسفة فاسدون بالفعل، لكنه يعزو ذلك إلى حقيقة أنهم نشأوا في مجتمع فاسد. فقط في الحالة المثالية يمكن للفيلسوف أن يحقق كامل إمكاناته «ويكون المنقذ لوطنه كما أنه منقذ نفسه».
بعد أن عاد سقراط إلى موضوع الدولة المثالية، يشرح بالتفصيل الطريقة التي سيتعلم بها الأوصياء، من أجل قيادتهم إلى معرفة كاملة وشاملة بالأشكال. سيستمر هذا التعليم لمدة خمسة وثلاثين عامًا، ويجب على الأوصياء المحتملين بعد ذلك قضاء خمسة عشر عامًا أخرى في مكاتب أصغر، من أجل اكتساب خبرة في الحياة. في سن الخمسين، سيكونون مؤهلين للحكم. لكنهم، كفلاسفة، لن يكونوا راغبين في الانخراط في السياسة. سيفعلون ذلك فقط من منطلق الإحساس بالواجب.
يختتم سقراط هذا الجزء من الحوار بإعادة التأكيد على أن الحالة المثالية يمكن تحقيقها، ولكن فقط إذا وصل فلاسفة أو أكثر إلى السلطة بطريقة ما في مدينة. كما يقترح أنه إذا كان هذا سيحدث، فإن أسرع طريقة للملك الفيلسوف لتحقيق الحالة المثالية هي طرد كل ساكن فوق سن العاشرة، حتى يتمكن من تربية جيل الشباب وفقًا لذلك. بمبادئ فلسفية.